# Добровольський Дмитро Вікторович
Дмитро Вікторович Добровольський (нар. 26 липня 1971, Миколаїв, СРСР) — український футболіст, захисник.

## Життєпис
Виступав у командах «Артанія» й «Олімпія ФК АЕС», які представляли в другій лізі чемпіонату України Миколаївську область. Між виступами в клубах з Миколаївщини в 1996 році виступав в «Поліграфтехніці». У складі поліграфів дебютував 15 серпня 1995 року в нічийному (0:0) виїзному поєдинку 4-го туру першої ліги чемпіонату України проти полтавської «Ворскли». Дмитро вийшов на поле в стартовому складі та відіграв увесь поєдинок. У футболці олександрійської команди в першій лізі зіграв 6 матчів, у кубку України — 1 поєдинок. У 1998 році, коли головна команда області готувалася до старту у вищій лізі, Дмитро був запрошений у «Миколаїв». 7 липня 1998 року в матчі з тернопільською «Нивою» дебютував у вищій лізі чемпіонату України.
З 1999 року виступав у чемпіонаті Естонії. Першою командою Добровольського в Прибалтиці стає «Лоотус». За шість років в скромній команді Дмитро двічі завойовував право виступати у вищому дивізіоні і двічі з нього вилітав. Найвище досягнення — шосте місце в чемпіонаті (2000) і золоті медалі першої ліги (2003). Разом з ним в одній команді грав екс-партнер по «Артанії» Сергій Буріменко.
У 2005 році переходить у «Нарву-Транс». У складі команди з Нарви — бронзовий (2005) та срібний призер чемпіонату Естонії (2006). Учасник ігор розіграшу Кубку Інтертото.
Після повернення в Україну виступав в аматорському клубі «Торпедо» (Миколаїв). У складі торпедівцям — срібний призер аматорського чемпіонату України (2008, 2009), чемпіон області (2008, 2010).

## Досягнення
Нарва-Транс
- Мейстріліга
  -  Срібний призер (1): 2006
  -  Бронзовий призер (1): 2005